# سیارک ۲۲۶۳۳
سیارک ۲۲۶۳۳ (به انگلیسی: 22633 Fazio، نامگذاری:1998KK64) بیست و دو هزار و ششصد و سی و سومین سیارک کشف شده‌است که در ۲۲ مه ۱۹۹۸ کشف شد.
قدر مطلق سیارک برابر ۱۶.۲ است.